# Technika kolorowania dziedziny

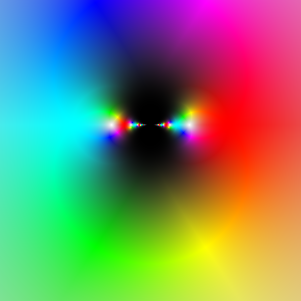
Wykres funkcji uzyskany sposobem pierwszym

Technika kolorowania dziedziny – sposób prezentacji wykresu funkcji zmiennej zespolonej. Polega on na przypisaniu kolorów z koła barw do płaszczyzny zespolonej. Możliwe są różne przekształcenia lecz w praktyce stosuje się dwa:
1. Środek płaszczyzny zespolonej jest biały, liczba 1 jest czerwona, liczba −1 jest błękitno turkusowa a punkt w nieskończoności jest czarny.
2. Środek płaszczyzny zespolonej jest czarny, liczba 1 jest błękitno turkusowa, liczba  −1 jest czerwona a punkt w nieskończoności jest biały.

W obu przypadkach najbardziej nasycone kolory znajdują się na okręgu jednostkowym. Bardziej precyzyjnie, argument liczby zespolonej utożsamia się z odcieniem H natomiast moduł z jasnością L w przestrzeni kolorów HSL. Dla tak uzyskanej pary (H, L) ostatni trzeci parametr S (nasycenie) ustawia się na wartość maksymalną.